# Вулька (Граєвський повіт)
Вулька (пол. Wólka) — село в Польщі, у гміні Щучин Граєвського повіту Підляського воєводства.
Населення — 74 особи (2011).
У 1975—1998 роках село належало до Ломжинського воєводства.

## Демографія
Демографічна структура станом на 31 березня 2011 року:
|          | Загалом | Допрацездатний вік | Працездатний вік | Постпрацездатний вік |
| -------- | ------- | ------------------ | ---------------- | -------------------- |
| Чоловіки | 46      | 9                  | 34               | 3                    |
| Жінки    | 28      | 5                  | 16               | 7                    |
| Разом    | 74      | 14                 | 50               | 10                   |